# Stade Ahmed Achhoud
Stade Ahmed Achhoud – stadion w Maroku, w Rabacie, na którym gra tamtejszy klub – Stade Marocain Rabat. Mieści 5000 widzów. Jego nawierzchnia jest trawiasta. Mieści się przy Rue Ibn Hazm.